# Тимелія-темнодзьоб рудоголова
Тиме́лія-темнодзьо́б рудоголова (Cyanoderma ruficeps) — вид горобцеподібних птахів родини тимелієвих (Timaliidae). Мешкає в Гімалаях, Китаї і Південно-Східній Азії.

## Підвиди
Виділяють шість підвидів:
- C. r. ruficeps (Blyth, 1847) — східні Гімалаї (від Сіккіму до Бутану і північного Ассаму на північ від Брахмапутри);
- C. r. bhamoense (Harington, 1908) — північно-східна М'янма і північно-західний Юньнань;
- C. r. davidi (Oustalet, 1899) — центральний, південний і східний Китай і північний Індокитай;
- C. r. paganum (Riley, 1940) — південь центрального В'єтнаму;
- C. r. praecognitum (Swinhoe, 1866) — Тайвань;
- C. r. goodsoni Rothschild, 1903 — Хайнань.

## Поширення і екологія
Рудоголові тимелії-темнодзьоби мешкають в густому чагарниковому підліску вічнозелених лісів та на галявинах. Зустрічаються на висоті від 600 до 3200 м над рівнем моря. Живляться комахами і ягодами. Сезон розмноження триває з квітня по липень.